# 森口佳樹
森口 佳樹（もりぐち よしき、1962年 - ）は、日本の法学者。和歌山大学経済学部教授。専門は憲法学。

## 人物
1962年大阪府生まれ。大阪大学大学院修了。ドイツ裁判官留保制度と行政手続きについて研究している。

## 著書

### 単著
- 『公権力による実力行使とその手続法的統制：ドイツ公法学における議論を対象として』（白桃書房、1999年）

### 共著
- 『バードビュー憲法』（嵯峨野書院、2009年）
- 『ベーシックテキスト憲法』（法律文化社、2007年）
- 『新版行政法－法治主義具体化法としての－』（有斐閣、2009年）
- 『ファンダメンタル地方自治法』（法律文化社、2004年）